# Ingedal Station
Ingedal Station (Ingedal stasjon) er en tidligere jernbanestation på Østfoldbanen, der ligger i Døle i Sarpsborg kommune i Norge.
Stationen blev åbnet som trinbræt under navnet Døle 9. december 1891 men skiftede navn til Ingedal i 1953 for at undgå forveksling med Dale på Bergensbanen og Bøle på Bratsbergbanen. Den blev opgraderet til holdeplads i 1895 og 15. april 1924 til station. Stationen blev fjernstyret 16. december 1974 og gjort ubemandet 1. oktober 1975. Betjeningen med persontog ophørte 29. maj 1983, og den tidligere station fungerer nu som krydsningsspor.
Der har været to stationsbygninger i Ingedal. Den sidste var fra 1916 og blev revet ned i 2007.